# Károlyi Dénes
Károlyi Dénes (Resicabánya, 1928. május 1. –) romániai magyar történész.

## Életútja
A nagyenyedi Bethlen Kollégium tanítóképzőjét végezte (1949), a Bolyai Tudományegyetemen szerzett történelem szakos diplomát (1953). A Román Akadémia kolozsvári Történelmi és Archeológiai Intézetének munkatársaként működött.

## Munkássága

### Kutatási területe
Az 1848-as forradalom és az abszolutizmus; a bánsági vasútépítés története; az oroszországi 1917-es forradalom erdélyi visszhangja; az 1945-ös földreform szilágysági összefüggései.
Főleg az 1848-as forradalom és az abszolutizmus kérdéseit kutatta, de foglalkozott a bánsági vasútépítés történetével, az 1917-es oroszországi forradalom erdélyi visszhangjával s az 1945-ös földreform szilágysági összefüggéseivel is. Tagja az 1848–49-es erdélyi forradalom forrásait sajtó alá rendező munkaközösségnek, Gál Sándorról írt tanulmányával szerepelt az 1848. Arcok, eszmék, tettek c. gyűjteményes kötetben (1974), önálló kötete a Makk-féle összeesküvésről Székely vértanúk, 1854 címmel jelent meg a Téka-sorozatban (1975).

### Írásai
Első írása a marosvásárhelyi vértanúk kivégzésének centenáriuma alkalmából jelent meg az Utunkban (1954). Szakközleményeit a Studia et Acta Musei "Nicolae Bălcescu", Anuarul Institutului de Istorie și Arheologie, Banatica, Korunk, Könyvtár, Művelődés, NyIrK, Revista de Istorie, Studii közölte, népszerűsítő cikkeivel az Utunk, A Hét, Falvak Dolgozó Népe, Igazság, Szabad Szó hasábjain jelentkezett.

## Művei
- Székely vértanúk. 1854; vál., bev., jegyz. Károlyi Dénes; Kriterion, Bukarest, 1975 (Téka) (Új kiadása 2001-ben ugyanott)